# Siemens (Familienname)
Siemens ist ein deutscher Familienname.

## Namensträger
- Adolf Siemens (1811–1887), deutscher Artillerist und Militäringenieur
- Alexander Siemens (1847–1928), deutsch-britischer Unternehmer und Elektroingenieur
- Anja Siemens (* 1972), deutsche Filmeditorin
- Anne Siemens (* 1974), deutsche Autorin
- Arnold von Siemens (1853–1918), deutscher Industrieller
- Carl von Siemens (Autor) (* 1967), deutscher Schriftsteller und Journalist
- Carl Friedrich von Siemens (1872–1941), deutscher Industrieller
- Carl Georg Siemens (1809–1885), deutscher Technologe und Hochschullehrer
- Carl Heinrich von Siemens (1829–1906), deutscher Industrieller
- Carl Wilhelm Siemens (1823–1883), deutsch-britischer Industrieller
- Christian Ferdinand Siemens (1787–1840), deutscher Gutspächter
- Daniel Siemens (* 1975), deutscher Historiker und Hochschullehrer
- Detlev Müller-Siemens (* 1957), deutscher Komponist und Dirigent
- Duncan Siemens (* 1993), kanadischer Eishockeyspieler
- Ernst von Siemens (1903–1990), deutscher Industrieller
- Folkert Siemens (* 1970), deutscher Journalist
- Franz Ernst Siemens (1781–1854), deutscher Amtmann und Erfinder
- Friedrich Siemens (1826–1904), deutscher Industrieller
- Friedrich Carl Siemens (1877–1952), deutscher Unternehmer
- Fritz Siemens (1849–1935), deutscher Arzt
- Georg Siemens (1882–1977), deutscher Ingenieur und Schriftsteller
- Georg von Siemens (1839–1901), deutscher Bankier
- Georg Wilhelm von Siemens (1855–1919), deutscher Industrieller
- George Siemens, kanadischer Lerntheoretiker
- Günter Siemens (1901–nach 1970), deutscher Geophysiker
- Gustav Siemens (1806–1874), deutscher Jurist und Politiker
- Hans Siemens (Kaufmann) (1628–1694), deutscher Kaufmann und Stadthauptmann
- Hans Siemens (Industrieller) (1818–1867), deutscher Industrieller
- Hayko Siemens (* 1954), deutscher Kirchenmusiker
- Heinrich Siemens (* 1964), deutscher Germanist
- Henning Siemens (* 1974), deutscher Handballspieler
- Herman Siemens (* 1963), italienisch-kanadischer Philosoph
- Hermann von Siemens (Hermann Werner von Siemens; 1885–1986), deutscher Industrieller
- Hermann Werner Siemens (1891–1969), deutscher Mediziner und Hochschullehrer
- Jacob Andresen Siemens (1794–1849), Gründer des Seebades Helgoland

- Johann Georg Siemens (Politiker, 1748) (1748–1807), deutscher Politiker, Bürgermeister von Goslar
- Johann Georg Siemens (Politiker, 1804) (1804–1878), deutscher Politiker, Mitglied des Preußischen Abgeordnetenhauses
- Leopold Siemens (1889–1979), deutscher Vizeadmiral
- Peter von Siemens (Manager, 1911) (1911–1986), deutscher Industrieller und Manager
- Peter von Siemens (Manager, 1937) (1937–2021), deutscher Industrieller und Manager
- Ursula Siemens (1920–2012), deutsche Politikerin (SPD), Mitglied des Abgeordnetenhauses von Berlin
- Werner von Siemens (Ernst Werner Siemens; 1816–1892), deutscher Industrieller und Unternehmensgründer
- Werner Siemens (Admiral) (1873–1964), deutscher Konteradmiral
- Werner Ferdinand von Siemens (1885–1937), deutscher Industrieller
- Wilhelm Siemens (1823–1883), deutsch-britischer Erfinder, Ingenieur, Naturforscher und Industrieller, siehe Carl Wilhelm Siemens
- Wilhelm von Siemens (1855–1919), deutscher Industrieller und Gutsbesitzer, siehe Georg Wilhelm von Siemens
- Wilhelm Siemens (Mediziner) (1897–1959), deutscher Chirurg
- Wolfgang Siemens (1945–2016), deutscher Maler